# Cryptobiosella furcata
Cryptobiosella furcata är en nattsländeart som beskrevs av Henderson 1983. Cryptobiosella furcata ingår i släktet Cryptobiosella och familjen stengömmenattsländor. Inga underarter finns listade i Catalogue of Life.